# بیست (فیلم ۲۰۱۵)
بیست (کره‌ای: 스물) یک فیلم کمدی-درام محصول سال ۲۰۱۵ کره جنوبی با بازی کیم وو-بین، لی جون هو و کانگ ها نول است. این فیلم به نویسندگی و کارگردانی لی بیونگ هون و دومین فیلم بلند او پس از فیلم مستقل سال ۲۰۱۲ به نام خوشحال باش آقای لی است.

## بازیگران
- کیم وو-بین در نقش چی هو[۱۳][۱۴][۱۵][۱۶][۱۷][۱۸]
- لی جون هو در نقش دونگ وو[۱۹][۲۰][۲۱][۲۲][۲۳][۲۴][۲۵]
- کانگ ها نول در نقش کیونگ جه[۲۶][۲۷]
- جونگ سو مین در نقش سو مین
- لی یو بی در نقش سو هی[۲۸]
- مین هیو-رین در نقش جین جو
- جونگ جو یون در نقش اون هه
- کیم یی سونگ در نقش پدر چی هو
- یانگ هیون مین در نقش سو جونگ
- چوی چام‌سارانگ در نقش سا رانگ
- آن جه هونگ در نقش این گوک
- نا این وو در نقش دونگ وون
- بک سو هی در نقش مین سونگ
- سونگ یه دام / سونگ یه جون در نقش دوقلوها
- هان جون-وو در نقش دی‌جی کلاب
- هو جون سوک در نقش بوم سو
- جونگ یو جین در نقش زن بوم سو
- کیم جونگ سو در نقش عموی دونگ وو
- چا مین جی در نقش زن ۲۰ ساله
- هونگ وان پیو در نقش دستیار کارگردان
- اوه ها نی در نقش چهره‌پرداز
- کیم چان هیونگ در نقش رئیس
- سو هی جونگ در نقش مادر کیونگ جه
- پارک میونگ شین در نقش مادر چی هو
- پارک هیوک-کوان در نقش کارگردان فیلم (حضور افتخاری)
- اوه هیون کیونگ در نقش مادر دونگ وو (حضور افتخاری)
- کیم جه مان در نقش رئیس خانه مرغ (حضور افتخاری)
- چوی ایل گو در نقش گوینده اخبار (حضور افتخاری)